# Ramiro Cáseres
Ramiro Julián Cáseres (9 januari 1994) is een Argentijns  voetballer die als aanvaller speelt. Hij stroomde in 2012 door vanuit de jeugd van CA Vélez Sarsfield.

## Clubcarrière
Cáseres komt uit de jeugdacademie van CA Vélez Sarsfield. Hij debuteerde voor CA Vélez Sarsfield in de Argentijnse Primera División tijdens het seizoen 2012/13. Op 7 september 2013 scoorde hij zijn eerste twee competitietreffers tegen CA Newell's Old Boys.

## Statistieken
| Seizoen | Club               | Competitie                   | Wedstrijden | Doelpunten |
| ------- | ------------------ | ---------------------------- | ----------- | ---------- |
| 2012/13 | CA Vélez Sarsfield | Argentijnse Primera División | 6           | 0          |
| 2013/14 | CA Vélez Sarsfield | Argentijnse Primera División | 18          | 6          |